# Boubacar Barry (Fußballspieler, 1996)
Boubacar „Bouba“ Barry (* 15. April 1996 in Conakry, Guinea) ist ein deutsch-guineischer Fußballspieler. Der offensive Mittelfeldspieler steht seit Juli 2024 bei den Kickers Offenbach unter Vertrag.

## Karriere

### Vereine
Barry begann seine Karriere beim SVK Beiertheim und spielte danach für den SV Sandhausen. Im Oktober 2012 wechselte er in die Jugend des Karlsruher SC. Im Oktober 2014 kam er erstmals für die erste Mannschaft in der 2. Bundesliga zum Einsatz. Am 12. November 2014 unterschrieb Barry seinen ersten Profivertrag mit einer Laufzeit bis zum 30. Juni 2018. In der Saison 2016/17 stieg er mit Karlsruhe in die 3. Liga ab. Mitte August 2017 wechselte Barry zur zweiten Mannschaft von Werder Bremen. Die Saison 2019/20 spielte er auf Leihbasis beim Drittligisten KFC Uerdingen 05. Dort kam er zu 33 Ligaeinsätzen (21-mal von Beginn) ohne eigenen Torerfolg. Zur Saison 2020/21 kehrte Barry kurzzeitig zur zweiten Mannschaft von Werder Bremen zurück. Im September 2020 wechselte er zum Drittligisten Türkgücü München. Nach dem Abstieg des Klubs aus der 3. Liga war Barry ein halbes Jahr vereinslos, bis ihn der Regionalligist FC Astoria Walldorf verpflichtete. Dort absolvierte er in anderthalb Jahren 45 Pflichtspiele, erzielte dabei elf Treffer und spielte außerdem im DFB-Pokal 2023/24 in der 1. Runde gegen den 1. FC Union Berlin (0:4). Am 1. Juli 2024 verpflichtete ihn dann der Ligarivale Kickers Offenbach.

### Nationalmannschaft
Barry debütierte am 16. April 2014 bei der 1:2-Niederlage gegen England für die deutsche U18-Auswahl. Am 9. Oktober 2014 kam er beim 6:0-Sieg gegen Kasachstan erstmals für die U19-Nationalmannschaft zum Einsatz. Im Juli 2015 nahm Barry an der U19-Europameisterschaft in Griechenland teil, scheiterte mit der Mannschaft jedoch schon in der Vorrunde. Ab September 2015 spielte Barry für die U20. Am 10. Oktober 2015 erzielte er beim 2:1-Sieg im Freundschaftsspiel gegen die Niederlande sein erstes Tor für die Mannschaft. Im Oktober 2015 gewann Barry mit ihr den Mercedes-Benz Elite Cup.